# Plaza de Castilla (metrostation)
Plaza de Castilla is een metrostation op de grens van de stadsdelen Tetuan en Chamartin in de Spaanse hoofdstad Madrid dat op 4 februari 1961 werd geopend. 

## Geschiedenis
In 1947 lag er een gemeentelijk plan voor een voorstadslijn, de FCS, die Carabanchel en Chamartin via een tunnel onder de stad moest verbinden. Nadat het project was overgenomen door de Staat werd alleen het zuidelijke deel van de FCS gerealiseerd en werd Plaza de España het noordelijke eindpunt. Chamartin werd toen op het metronet aangesloten door de verlenging van lijn 1 naar de Plaza de Castilla. Zowel de FCS als de verlenging van lijn 1 werden op 4 februari 1961 door Francisco Franco en zijn vrouw geopend. 
De openingsceremonie van het metrostation werd bijgewoond door de ministers van Binnenlandse Zaken, Openbare Werken, Arbeid, Landbouw, Handel en Volkshuisvesting. Daarnaast waren de luitenant-generaal van de 1e Militaire Regio, de voorzitter van de Provinciale Raad, de markies van Valdavia, de burgemeester van Madrid, José Finat y Escrivá de Romaní, de graaf van Mayalde en de directeur van de metro van Madrid aanwezig. De hulpbisschop van Madrid zegende het nieuwe metrotraject in, hiertoe was op een van de perrons een tijdelijk altaar neergezet. De toegang tot het station lag toen aan de westkant van het plein bij de Calle Bravo Murillo.
In de jaren 80 van de 20e eeuw werden de tunnels voor de lijnen 8 en 9 gebouwd die dieper liggen dan die van lijn 1. Hierbij werden een nieuwe ondergrondse stationshal, een reizigerstunnel met winkelruimtes en een toegang bij het Canal de Isabel II (met o.a. de watertoren) aan de oostkant van het plein gebouwd. Lijn 8 werd gebouwd in de aanloop naar het wereldkampioenschap voetbal 1982, dat in Spanje werd gehouden, als nieuwe metrolijn voor groot-profielmaterieel tussen Fuencarral en Nuevos Ministerios, zodat het Estadio Santiago Bernabéu per metro bereikbaar zou zijn. Deze lijn werd geopend op 10 juni 1982 en bediende sindsdien ook Plaza de Castilla. Op 3 juni 1983 werd Plaza de Castilla het zuidelijke eindpunt van lijn 9B totdat deze op 30 december 1983 werd doorgetrokken tot Avenida de América. Op 24 februari 1986 werden het noordelijke (9B) en zuidelijke (9A) deel van lijn 9 samengevoegd en sindsdien worden de diensten onderhouden als lijn 9. 
In 1995 werd begonnen aan een project om de toenmalige lijn 8 in het noorden samen te voegen met lijn 10, de voormalige FCS, die destijds tussen Aluche in het zuiden en Alonso Martínez in het centrum liep. Hiertoe werd tussen Nuevos Ministerios en Alonso Martinez een tunnel geboord waarmee het in 1947 beoogde traject van de FCS alsnog werd gerealiseerd, zij het als metro. Op 22 januari 1998 was de tunnel gereed en ging de doorgaande dienst tussen Fuencarral en Aluche van start. Voor Plaza de Castilla betekende dit dat lijn 8 werd omgenummerd in lijn 10 waarop met klein-profielmaterieel werd gereden. Het oude traject van de FCS moest worden omgebouwd naar groot-profiel, hetgeen op 22 oktober 2002 gereed was. Sindsdien worden de diensten op lijn 10, net als tussen 1982 en 2002 onder lijnnummer 8, onderhouden met groot-profielmaterieel. 
In de periode 2004 – 2009 werd een ondergronds busstation gebouwd boven de tunnel van lijn 9 onder de Avenida de Asturias. Tevens werd het station toen verbouwd om het aan te sluiten op het busstation en werden liften geplaatst om het station rolstoeltoegankelijk te maken. Op 30 maart 2007 werd de verlenging van lijn 1 ten noorden van de Plaza de Castilla geopend en was het station niet langer het noordelijke eindpunt van die lijn.

Ligging van de metrolijnen bij station Plaza de Castilla
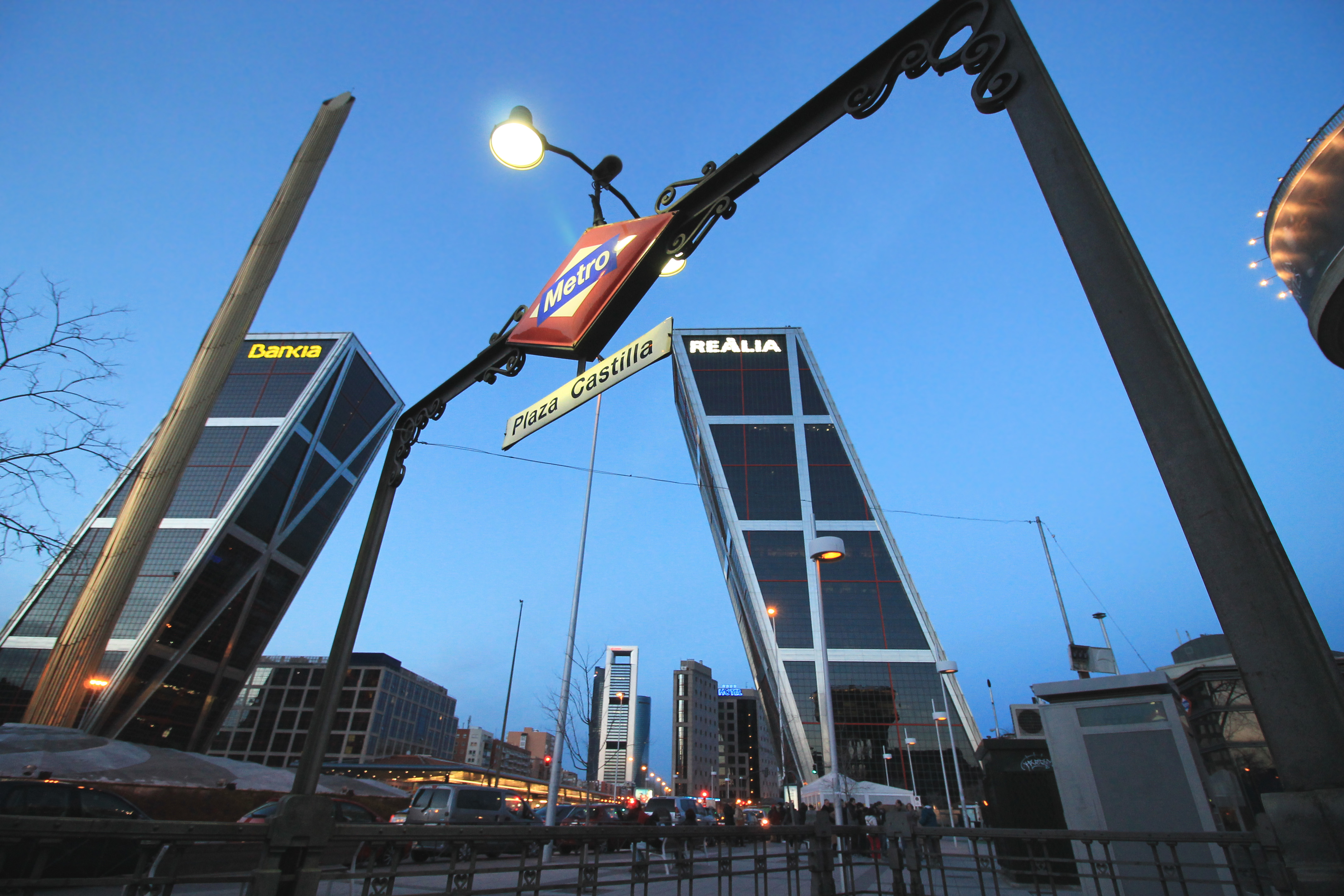
De ingang aan de oostkant, rechts de watertoren, op de achtergrond de kenmerkende scheve torens van de Plaza de Castilla
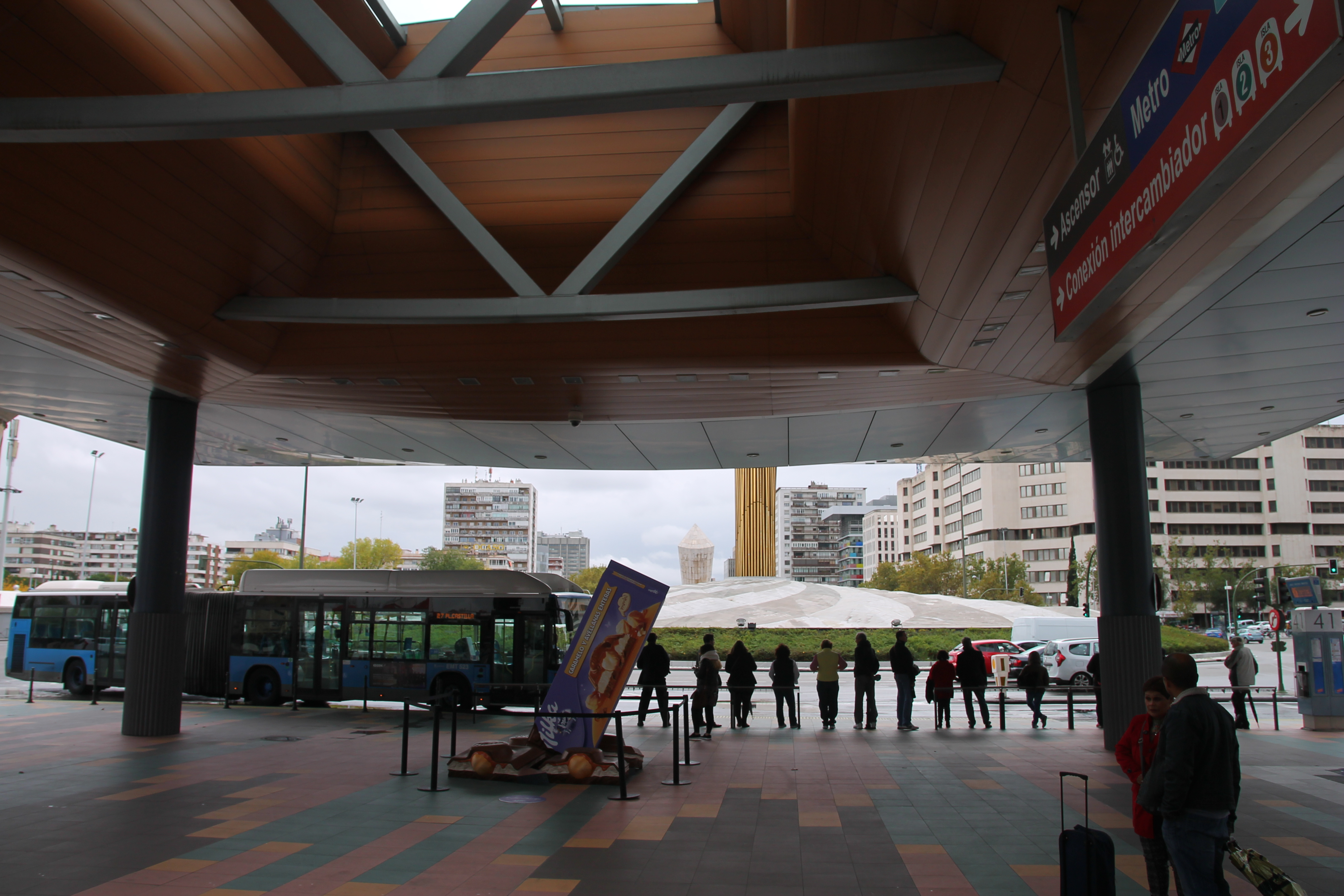
De hoofdingang aan de noordkant van het plein